# Little David
Little David è il nomignolo di un mortaio statunitense da 914 mm sviluppato e costruito alla fine della seconda guerra mondiale. Progettato per distruggere le fortificazioni che si riteneva sorgessero sul suolo giapponese, venne utilizzato solo per attività di test, e non entrò mai in servizio.

## Sviluppo
L'esigenza di disporre di un'arma in grado di penetrare le fortificazioni che sorgevano sul suolo giapponese emerse nel 1944. Infatti, prevedendo di incontrare potenti fortificazioni sul suolo giapponese in vista di una futura invasione, gli Statunitensi iniziarono a sviluppare un cannone in grado di lanciare proiettili di calibro estremamente elevato. Nel 1945 si era giunti alla costruzione di un prototipo, ma la fine della guerra interruppe il programma.

## Tecnica
Il Little David era un mortaio dal calibro di 914 millimetri, in grado di sparare un proiettile di 1.678 kg alla distanza di 9,7 km. La canna era lunga 6,7 metri.
Il mortaio era mobile, e la canna era sistemata all'interno di un basamento a forma di scatola. La lunghezza complessiva era di 8,83 metri, mentre il peso in batteria si aggirava sulle 86 tonnellate (40 la canna, il meccanismo di sparo e gli altri componenti; 46 il basamento).
Basamento e canna venivano trasportati separatamente e assemblati sul posto in circa 12 ore. Per ogni cannone, inoltre, erano necessari un bulldozer ed una gru con benna, in modo da poter scavare la buca per alloggiare tutto il meccanismo.
Il Little David non entrò mai in servizio, anche perché la fine della guerra fece venir meno lo scopo per il quale era stato realizzato. Tuttavia, anche se non completò mai le prove, si ritiene che probabilmente non sarebbe stato soddisfacente da un punto di vista operativo, a causa della sua scarsa gittata e della poca precisione.